# Adolf Piskacek
Adolf Piskacek (Praga, 8 de novembre, 1873 - Praga, 7 de juny, 1919), fou un compositor txec, germà de Rudolf Piskacek.
És autor de nombroses òperes sobre text txec, entre elles Divá Bára (Praga, 1910), i Uhglu (Praga, 1914); de les operetes Jen tri dry (1908) i Osudry Manear (1911), i el ball escènic Damah (1911).
Existeix una Carta patriòtica de la gran de Viena a l'Acadèmia Txeca de música, que per 2a vegada va convocar un concurs per a les millors composicions txeques o militars. Els anys 1916 i 1918 Adolf Piskacek no havia estat convidat. Se sospita per motius nacionalistes, perquè era més proper a Àustria. Afirmà la seva nacionalitat txeca i va escriure 2 cançons per al concurs, recorda les seves conferències al Teatre Nacional on Smetana va interpretar La meva pàtria.